# Mere Hüseyin Pascià
Mere Hüseyin Pascià (... – Istanbul, luglio 1624) è stato un politico ottomano di origine albanese.
Fu nominato due volte Gran Visir dell'Impero ottomano nel 1622 e nel 1623, e precedentemente era stato governatore ottomano dell'Egitto tra il 1620 e il 1622. Il suo epiteto "Mere!" deriva dalla parola per "Prendi!" in albanese; fu soprannominato così perché era solito ordinare ai suoi uomini di "prendere [le teste]" dei suoi avversari, cioè di giustiziarli. Si dice che sia stato l'unico gran visir a non parlare il turco ottomano o osmanlıca.

## Biografia
Hüseyin Pascià era un albanese della regione di İpek, nell'attuale Kosovo. Potrebbe essere stato un capostipite della famiglia Begolli. Si dice che non abbia mai imparato a parlare turco, cosa molto rara nell'Impero ottomano controllato dai turchi.
Iniziò la sua carriera governativa come aşcıbaşı (capo cuoco) di Satırcı Mehmed Pascià, diventando presto membro del corpo dei sipahi. Assunse poi una serie di incarichi governativi di livello sempre più alto, fino al luglio 1620, quando fu nominato governatore dell'Eyalet d'Egitto e promosso visir.
Come governatore dell'Egitto, i modi di Hüseyin Pascià furono descritti come "rozzi e poco raffinati". Fu malato per i primi mesi del suo mandato, ma quando si riprese, organizzò una festa per i suoi figli e ricevette molti doni, anche se mandò indietro la maggior parte dei regali che gli venivano fatti dai ricchi. Mentre era governatore, l'inondazione del Nilo causò una diffusa siccità in Egitto, portando alla sua destituzione dalla carica nel marzo o aprile 1622. Il suo defterdar (ministro delle finanze) Hasan, divenuto governatore ad interim (kaymakam) dopo la rimozione di Hüseyin Pascià , lo accusò di aver sottratto denaro dalla tesoreria e raccolti dal granaio e gli impedì di lasciare il Cairo. Hüseyin Pascià pagò 25000 pezzi d'oro (dinari; metà della somma reclamata) e sostenne che un locale, che lo aveva denigrato dopo la sua rimozione dall'incarico, avrebbe dovuto pagare il resto, sostenendo che il prestatore di denaro era debitore di Hüseyin Pascià per lo stesso importo, con questo ottenendo il permesso di partire. Tuttavia, quando le autorità si recarono dal prestatore di denaro per richiedere il pagamento del denaro che Hüseyin Pascià aveva detto di dovergli, il prestatore affermò di averlo già pagato. Quando questa risposta fu resa nota a Hüseyin Pasha, egli affermò di non essere in difetto e che il prestatore stava mentendo, ma accettò di pagare i restanti 25.000 pezzi d'oro in cambio del fatto che il prestatore fosse portato da lui. Il governatore in carica accettò questa proposta e consegnò il Prestatore a Hüseyin Pascià, che lo torturò e uccise e prese i 25.000 pezzi d'oro con la forza. Dopo questi eventi, Hüseyin Pascià si recò in Romania Rumelia, da non confondere con i territori dell'odierna Romania.
Pochi mesi dopo, il 13 giugno 1622, Hüseyin Pascià fu nominato per la prima volta gran visir, servendo per meno di un mese fino all'8 luglio 1622 sotto il sultano Mustafa I. L'anno successivo, il sultano lo nominò nuovamente gran visir, dal 5 febbraio 1623 al 30 agosto 1623.